# Fortalesa de Soroca
La Fortalesa de Soroca (en romanès: Cetatea Soroca) és un fort històric de la República de Moldàvia, a la moderna ciutat de Soroca.

## Història
La ciutat té el seu origen en el lloc de comerç medieval genovès d'Olchionia, o Alchona. És coneguda per la seva fortalesa ben conservada, establerta pel príncep moldau Esteve III de Romania (en romanès: Ştefan cel Mare) el 130
El fort original de fusta, que defensava un gual sobre el Dnièster (moldau / romanès: Nistru), era un important nexe de la cadena de fortificacions que comprenia quatre fortaleses (per exemple, Akkerman i Khotín) al Dniester, dos forts al Danubi i tres forts a la frontera nord de la Moldàvia medieval. Entre el 1543 i el 1546, sota el domini de Petru Rareş, la fortalesa es va reconstruir en pedra com un cercle perfecte amb cinc baluards situats a distàncies iguals.
Durant la Gran Guerra Turca, les forces de John Sobieski van defensar amb èxit la fortalesa contra els otomans. Va tenir una importància militar vital durant la campanya de Pere I de Rússia el 1711. La fortalesa va ser saquejada pels russos en la guerra russo-turca (1735-1739). La fortalesa de Soroca és una atracció important a Soroca, ja que ha conservat cultures i ha conservat l'antiga Soroca en l'actualitat.

## Arquitectura
L'edifici actual presenta característiques elaborades de les fortificacions baixmedievals. Aquesta observació transmet la idea que el fort potser va ser construït per experts d'Europa Occidental o de persones transsilvanes que van viatjar a Europa occidental i van portar idees arquitectòniques de tornada a Moldàvia:
- Les parets no estan construïdes rectes, sinó en forma corba per resistir millor els projectils, igual que les quatre torres exteriors.
- També es poden notar torres rodones que permetien als defensors disparar des de millors angles i així protegir la base de les parets.

Tot l'edifici té un diàmetre de 30 metres i 4 metres per cada torre. Cada torre té 4 nivells, dels quals els dos primers inferiors es van utilitzar per a artilleria. Les parets tenen un gruix de 3 metres i podem trobar indicis d’una rasa anterior. La torre principal d'entrada tenia 3 portes, entre elles un portcullis que es tancava durant les batalles. L'espai estalviat al nivell superior permetia a la guarnició pregar en una petita capella.
Malgrat totes aquestes característiques, el fort va quedar obsolet a finals del segle xiv a causa de l'ús més estès de pólvora.

## Galeria

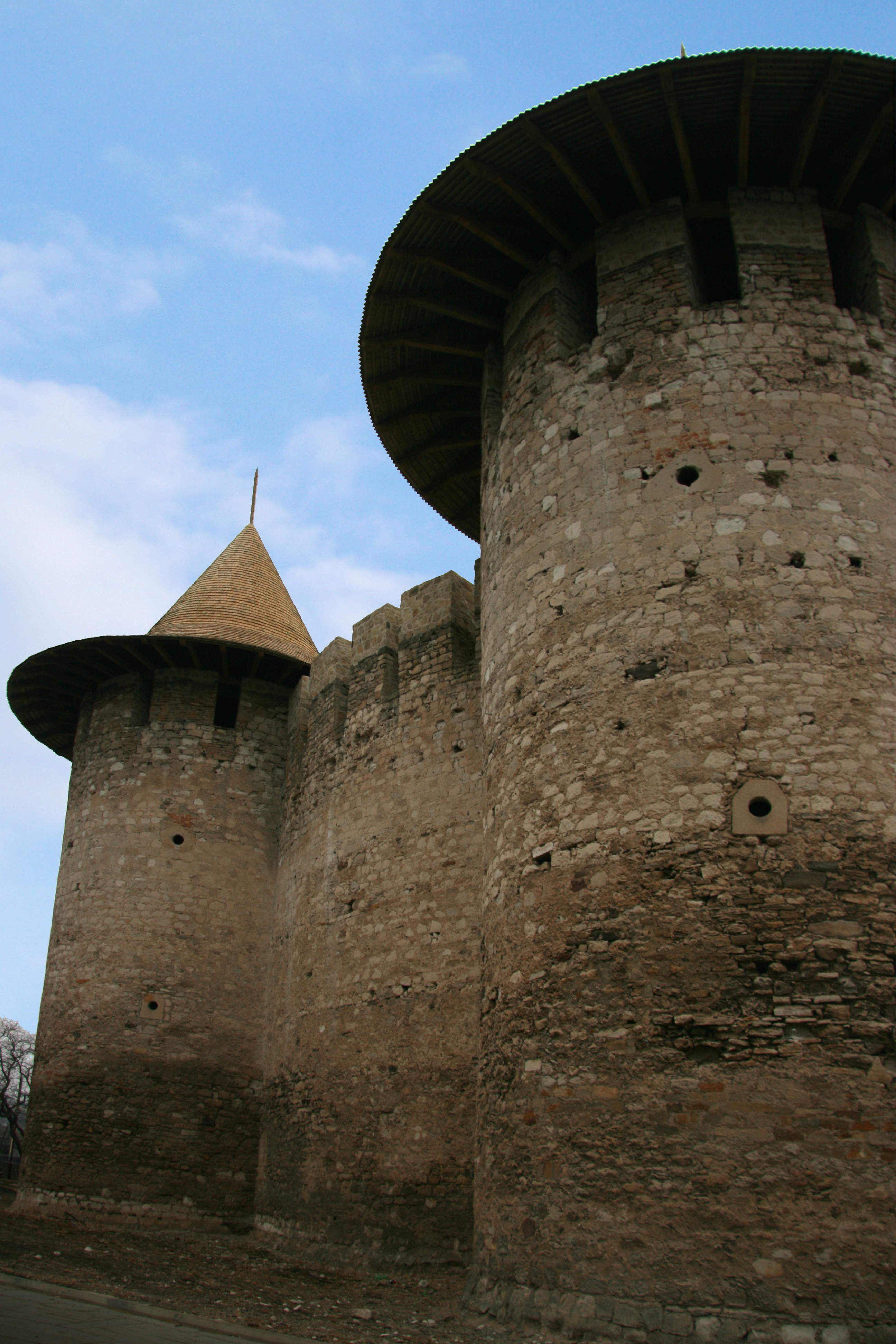
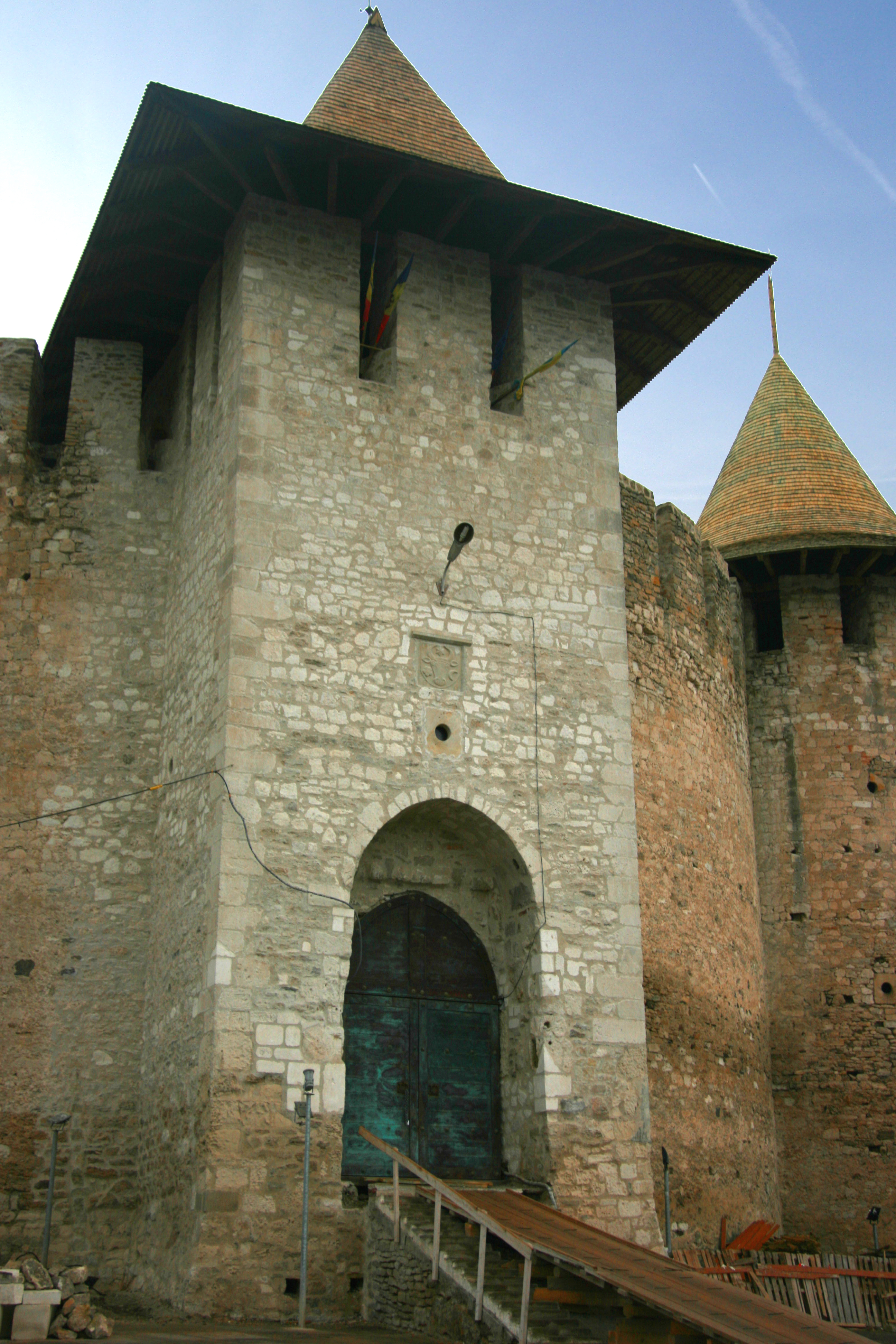
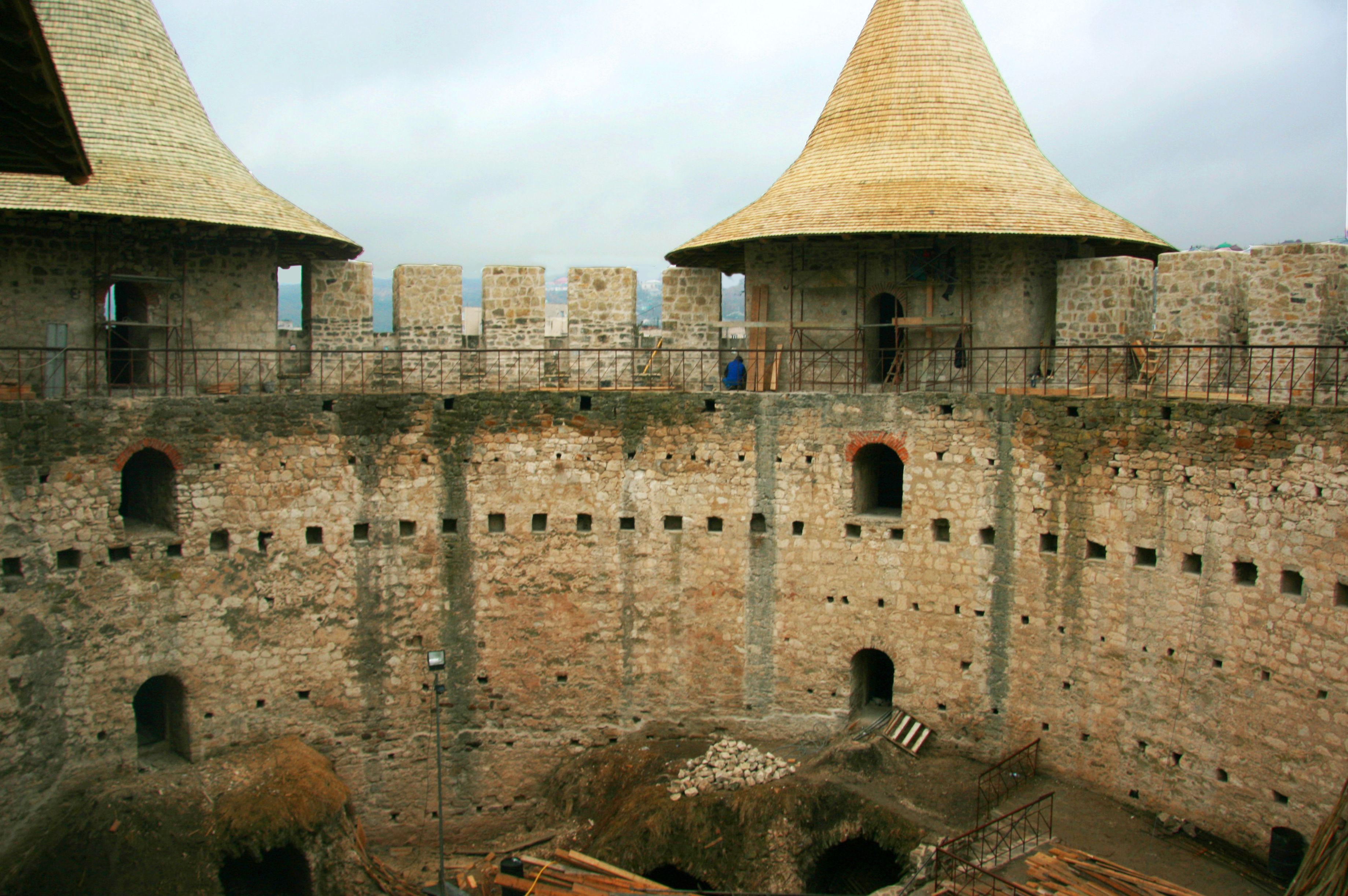
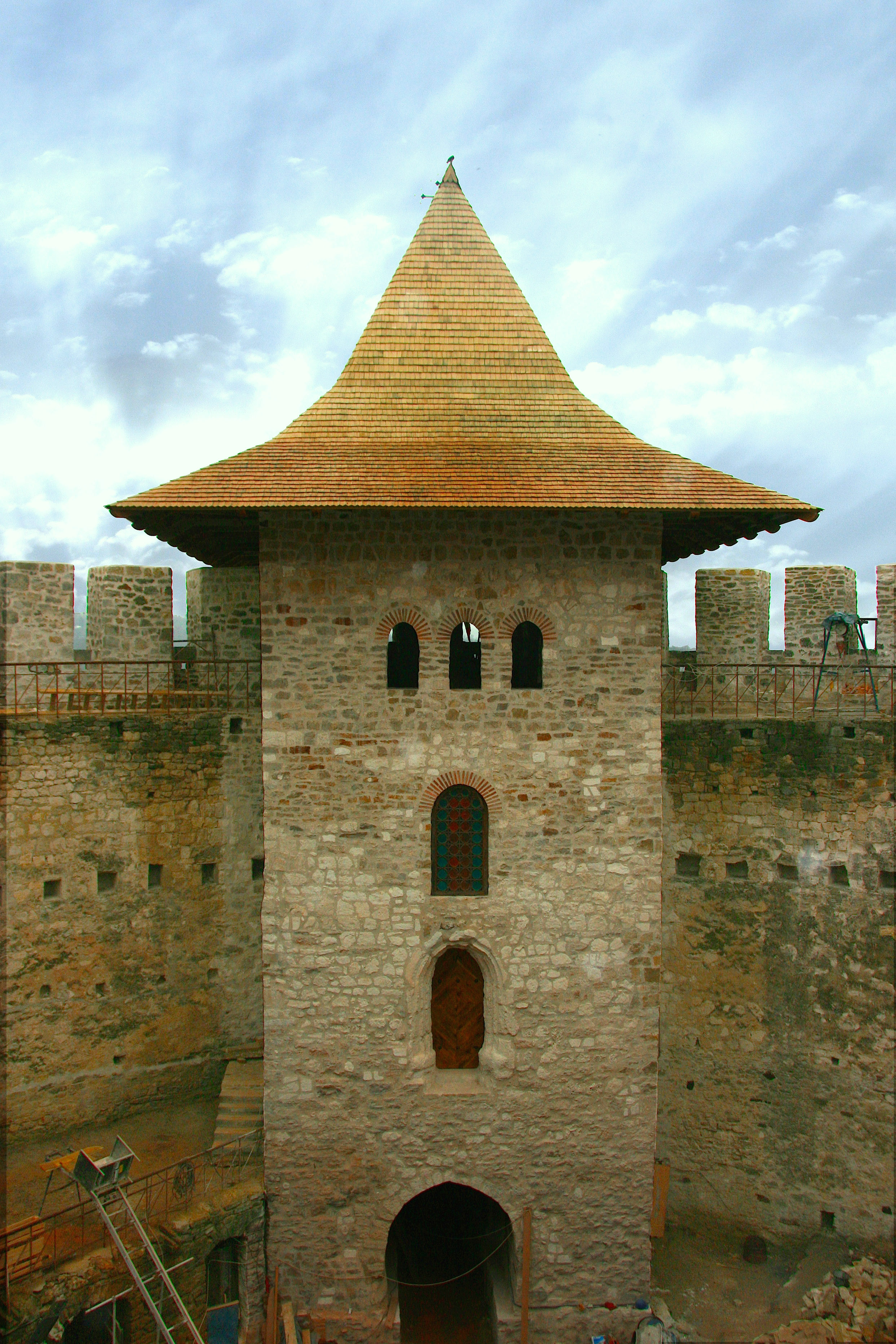
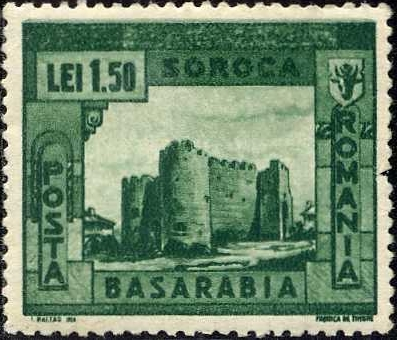
1941 stamp
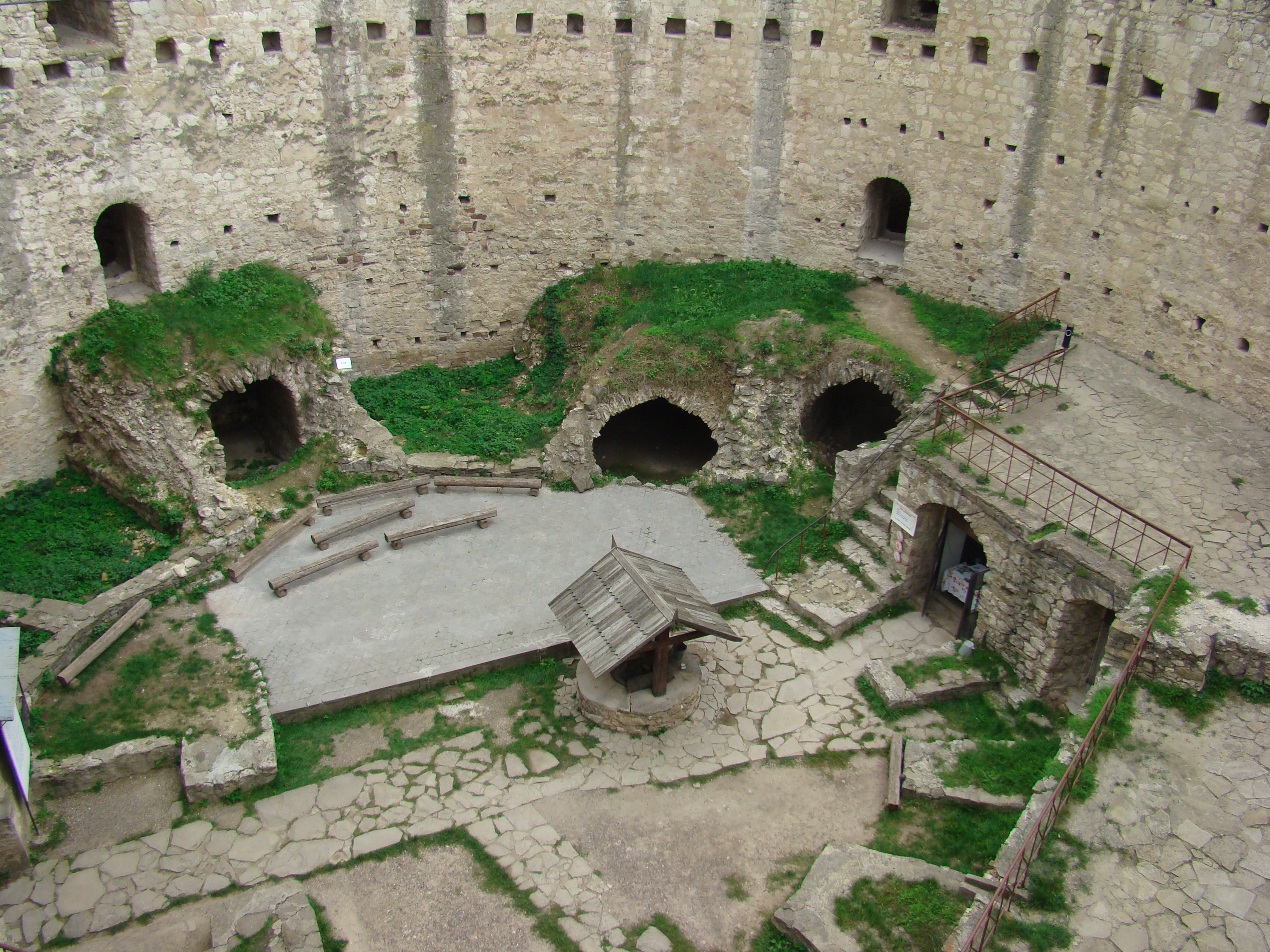
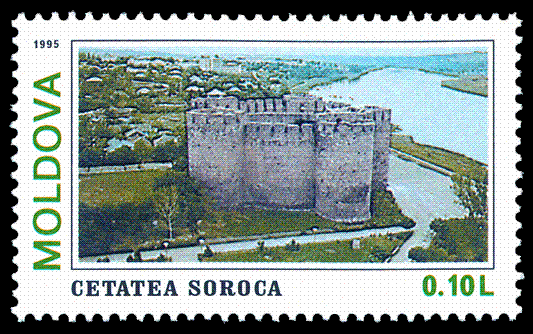
1995 stamp
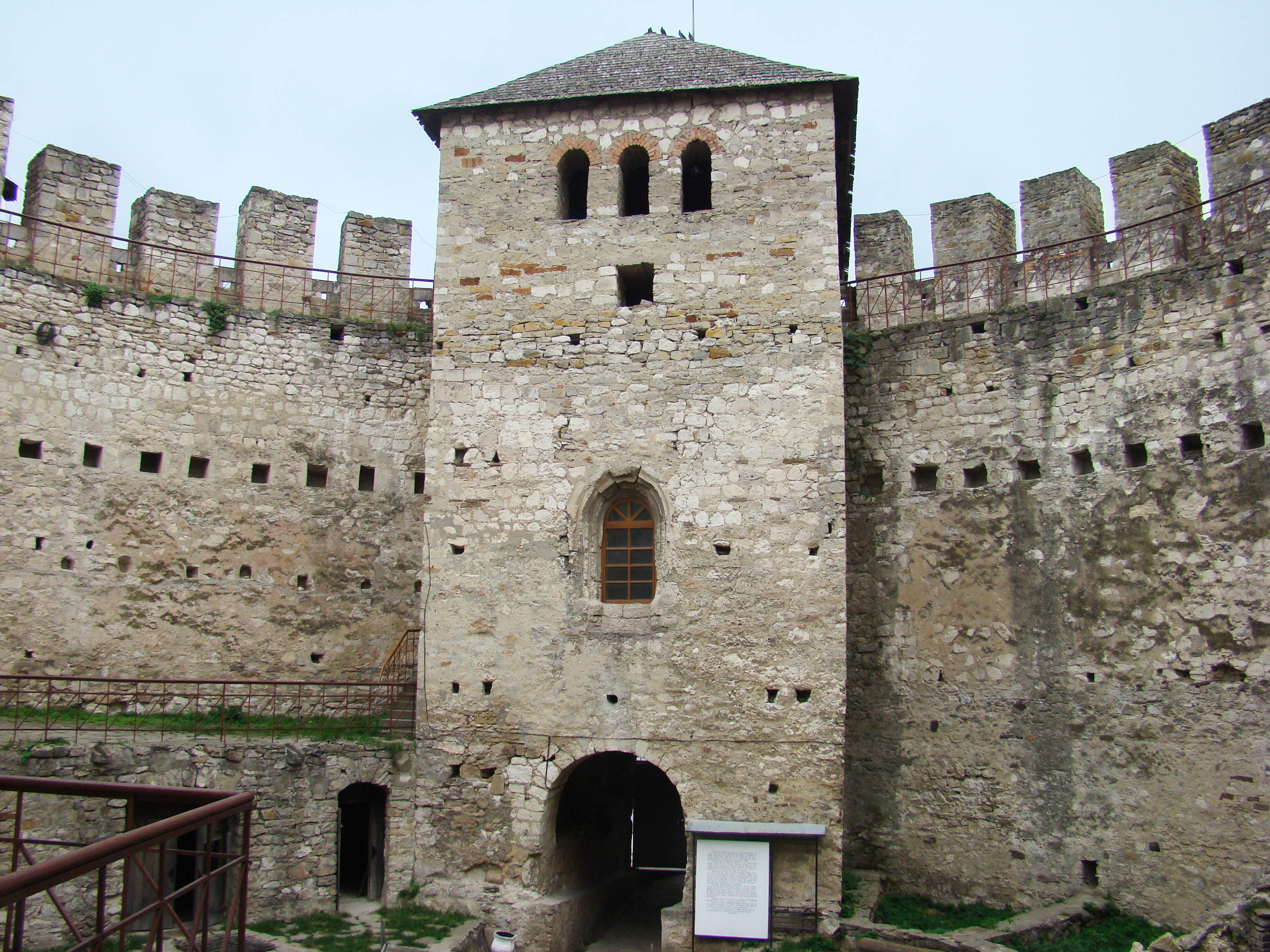
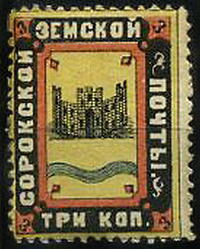
1879 stamp
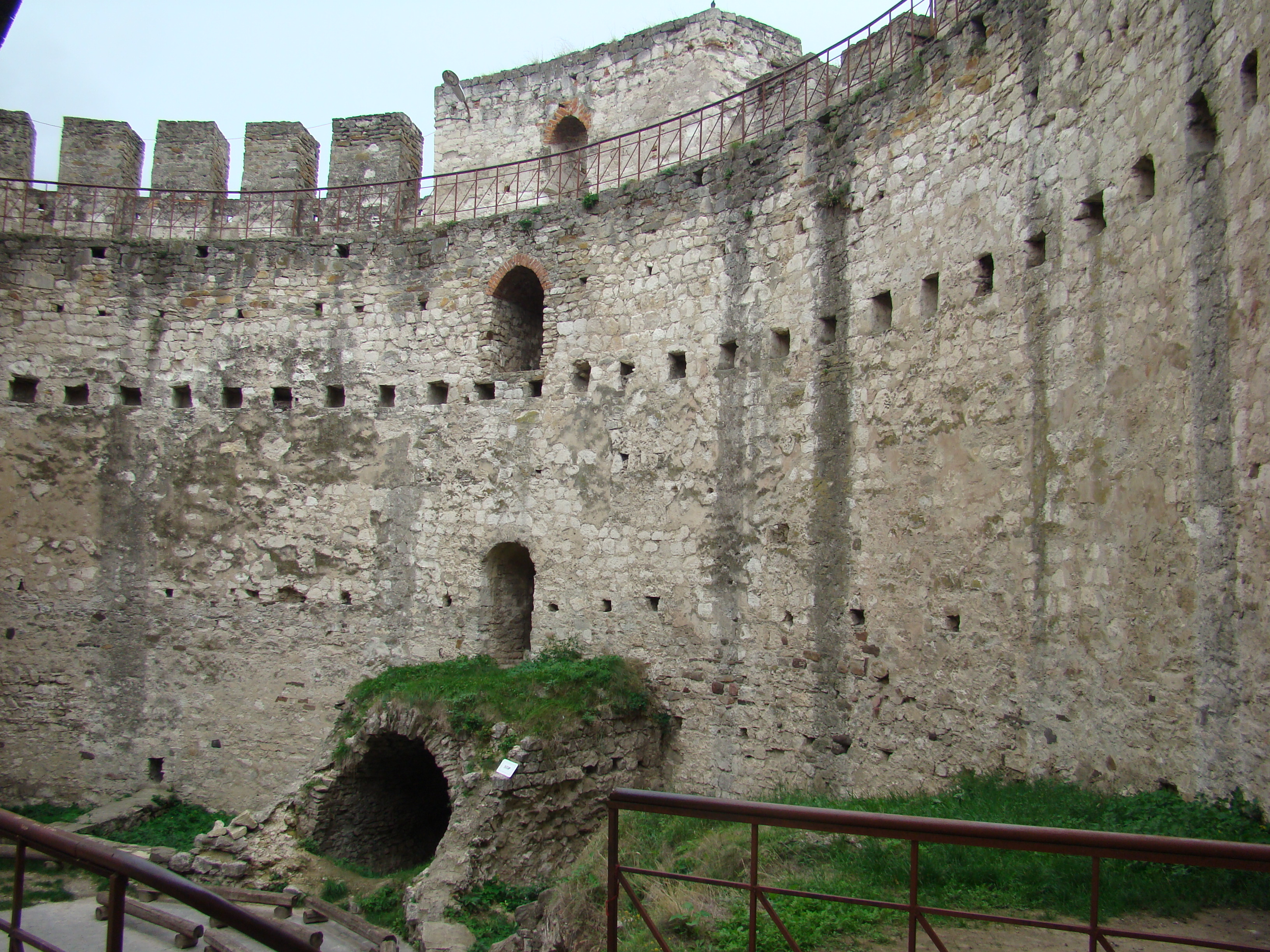